# Rubus hispidoides
Rubus hispidoides är en rosväxtart som beskrevs av Liberty Hyde Bailey. Rubus hispidoides ingår i släktet rubusar, och familjen rosväxter. Inga underarter finns listade i Catalogue of Life.